# ダビドソン砦の戦い

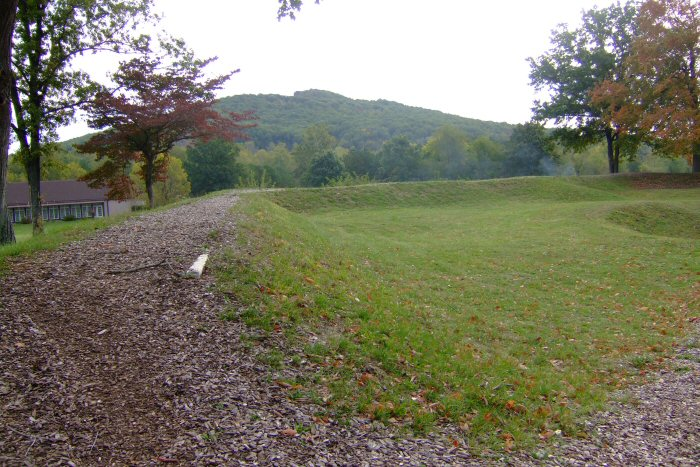
現在のダビドソン砦跡、右奥に火薬庫爆発によるクレーターが見られる。パイロット・ノブは後景の丘

ダビドソン砦の戦い（ダビドソンとりでのたたかい、英: Battle of Fort Davidson、またはパイロット・ノブの戦い、英: Battle of Pilot Knob）は、南北戦争の終盤に入った1864年9月27日、プライスのミズーリ襲撃では緒戦となった戦闘である。ミズーリ州アイアン郡のパイロット・ノブ市のすぐ外で起こった。北軍のダビドソン砦守備隊は勢力で1対10以上にも劣りながら、南軍の繰り返された襲撃を撃退し、夜の間に南軍の包囲線にあった隙間に付け込んで砦から脱出することに成功した。翌日、南軍は砦を占領したが、プライスは兵員も弾薬も消耗させており、南部のためにセントルイスを占領するという目標を諦めることになった。

## 背景
1864年4月、南軍は軍事的にジリ貧状態になっていると認識していた。決定的な勝利を得ることも無く、外国からの認知を得ることもなく、この時点までの主たる戦略は単に耐えることであり、北軍が大きな損失を出したことで、戦いに倦んだ北部の大衆が11月の選挙でエイブラハム・リンカーン大統領を排除することを期待するだけだった。民主党の大統領候補ジョージ・マクレラン将軍は、選挙に勝てば南部との和平を結ぶと言う政策を掲げていたが、夏の間は北軍が軍事的に有利に進めたので、その政策を否定するしかなくなっていた。しかし、その夏に北軍が多くの勝利を挙げたにも拘わらず、1864年の不安定な秋に重大な惨事が1つ起こりさえすれば、リンカーンの再選を阻むような政治的挫折を与える可能性があった。
選挙日が近づくと、事態は南部にとってさらに見通しのないものになり始めた。ユリシーズ・グラント将軍はバージニア州でロバート・E・リーの軍隊を動けなくし、一方ウィリアム・シャーマン将軍はアトランタの北で、ジョセフ・ジョンストン将軍との戦闘に捉われていた。ジョージ・クルック将軍の軍隊はシェナンドー渓谷を保持していた。南軍が北軍を困らせる可能性があるとするならば、それは西部の領域だった。従って、その任務にスターリング・プライス少将が選任された。プライスは騎兵と騎馬歩兵の複合部隊12,000名に大砲14門を加えて、ミズーリ軍と名付け、出身州であるミズーリ州を「解放」するために出陣した。

## プライスの襲撃の始まり
1864年9月、プライスはアーカンソー州カムデンを出発し、北に行軍してミズーリ州に入った。その当初の目標はミズーリ州最大の都市であるセントルイスだった。シャーマンが既にアトランタを占領しており、それはリンカーンの再選に向けて大いに盛り上がるものとなったが、プライスがセントルイス市とその武器庫にある大量の武器と共に落とせば、共和党を大慌てさせることになるはずだった。プライスのミズーリ軍が、北のセントルイスから出ているアイアンマウンテン鉄道の終着駅に近いアイアントン市に向けて動くと、守備隊1,500名と大砲7門のあるダビドソン砦に出くわし、それは魅力ある目標に見えた。プライスはその指揮下に総勢12,000名の騎馬歩兵を率いており、その内3,000名は武器を持っていなかった。砦と守備隊を捕まえれば確かに南軍の士気を上げるものになるはずだった。
プライスが砦の占領準備を進めていると、北軍がプライス軍を遮るために南下しているという報せが届いた。直ぐに北に向かう鉄道を破壊するよう分遣隊に命じて派遣し、本隊である3個旅団をアーカディア・バレーに緩り進め、9月26日夜に3個師団で砦を包囲した。
北軍のセントルイス地区軍副司令であり、ウィリアム・シャーマンとは義兄弟でもあるトマス・ユーイング准将が200名のアイオワ歩兵部隊と共にダビドソン砦に到着し、そこの小さな北軍守備隊を補った。背後にあるアイアントン・セントルイス鉄道が南軍騎兵隊によって遮断されたという報せを受けたとき、セントルイスまでプライスが選ぶ可能性があるルートを偵察させていた。勢力では1対10と劣勢だったが、砦を保持して戦うことに決めた。この砦は強力な防御的位置を占めており、6角形の壁が高さが9フィート (2.7 m)、アルさが10フィート (3 m) あり、深さが9フィート (2.7 m) ある空堀に囲まれていた。壁からは2本の長い射撃壕が出ており、補強された板のフェンスが土盛りの上を覆っていた。中に入るためには南東隅にある跳ね橋しかなかった。壁から全方向の外側に300ヤード (270 m) は射界が払われており、敵が接近するのは極めて困難だった。

## 戦闘
ダビドソン砦の戦いは9月26日に始まった。プライス軍の先遣隊がダビドソン砦の南3マイル (5 km)、アイアントンの南にいた北軍の哨戒部隊に遭遇した。北軍の部隊は町の中に追い込まれ、両軍はアイアン郡庁舎の芝生を挟んで銃火を交わした。その建物は今も残っており、そのレンガ壁の上には流れ弾の弾痕を見ることができる。南軍兵がさらに多く到着し、小勢の北軍部隊は砦の中に撤退した。
9月27日、南軍指揮官から砦に降伏の要求が出され、ユーイングがそれを拒否した。ユーイングは後に降伏することも考えたと記していた。しかしそのキャンプにはアフリカ系アメリカ人の文民がおり、その年の前半に起きたテネシー州のピロー砦の戦いで黒人兵が殺戮されたことが気に掛かったと記してもいた。さらにユーイングは、捕虜になった場合の自身の運命についても心配していた。1863年にウィリアム・クァントリルがカンザス州ローレンスを襲撃して、市民を虐殺したローレンスの虐殺後に、一般命令第11号を発行し、北軍騎兵を使い、南軍のブッシュワッカー（ゲリラ）に協力したとされるミズーリ州民数千人をアーカンソー州に追い込んでいた。
プライス軍の攻撃は幾つかの方向から1つの大量襲撃となってやってきた。1個旅団はパイロット・ノブの頂部に行ってそこにいた北軍の小さな部隊を取り囲み、また別の部隊はシェパード山の頂上を攻撃した。第3の旅団はシェパード山を回り込み、砦の北西側を攻撃し、第4の旅団は2つの山の間にある谷を通って攻撃した。北軍は優勢な南軍に追い払われ、南軍が砦の南西にあるシェパード山を支配した。その上に南軍の大砲2門を使った砲台が構築され、その激しい砲火によって、砦の中にあった2列の射撃壕の内の小さい方が放棄されることになった。
しかし、これらの襲撃は同時に行われたわけではなく、ダビドソン砦の大砲が南軍の部隊それぞれに向けて発砲された。実際に南軍の1個旅団は雨霰と降る砲弾と銃弾の下を砦そのものに取り付いたが、その土盛りの壁があまりに急で登れなかった。この襲撃の間、北軍守備隊は砦の火薬庫から手りゅう弾を渡されていた。この木製の鰭が付いた爆裂弾が砦の壁越しに投げ落とされたので、南軍はその攻撃を止めるしかなくなった。算を乱した南軍兵が後退し、翌日の砦に対する再攻撃の準備をした。
プライスが翌朝の新たな攻撃のために、兵士に梯子を製作させていたとき、ユーイングが砦の中で作戦会議を開いていた。ユーイングはセントルイスから砦を放棄しろと言う遅ればせな命令を受け取っていた。砦の守備はそれ以上耐え難いものであることに合意し、脱出の作戦を立てた。北軍兵は携行できないあらゆる装備を火薬庫の中に詰め込み、その動きの音を消すために跳ね橋をテント布で覆い、真夜中過ぎに密かに砦からの脱出を始めた。南軍は谷を照らすために大きな木炭の柱に火を点けていたが、北軍兵は見破られずに北西の疲れ切っていた南軍の宿営地2か所の間を抜けて行った。砦の火薬庫には緩りと燃えるようにしていた導火線を残しており、北軍兵が十分立ち去ってから大爆発を起こした。この爆発は大きなものだったが、プライスは夜明けまで砦の状態を兵士に調べさせようとはしなかった。

## 戦いの後
プライスの部下たちはこのように騙されたことに激怒し、指揮官に逃げ出した北軍兵を追撃するよう要求した。しかし、プライスはそれを否定した。プライスはこの実りの無い行動のために、勢力の10%以上と貴重な3日間を費やしており、セントルイスを占領したいと言う願望はこのときはっきりと砕かれていた。ユーイングによる大胆な砦の防衛と、プライスの包囲線を抜けての脱出は、西部戦線全体の新聞の見出しとなり、ユーイング自身はエイブラハム・リンカーン大統領自らの感謝状を受けた。
南軍の損失について性格な数字は分かっていないが、歴史家達はそれが約1,000名に昇ったと推計している。当時の証言ではもっと大きな数字を挙げているものもあった。北軍は200名の損失を出し、そのうち28名が戦死だったことと対照的だった。
プライスの部隊は馬に乗って北への進軍を再開し、最後は州都ジェファーソンシティのある西に転じた。ジェファーソンシティが厚く要塞化されているのを発見した後はさらに西に進み、戦いながらカンザスシティとレブンワース砦に進んだ。最終的にウェストポートの戦いでプライスは壊滅的な敗北を喫し、ミズーリ襲撃を止めるしかなくなった。その後、南北戦争の中では最大級の騎兵戦であり、カンザス州では唯一北軍と南軍の会戦となったマインクリークの戦い（10月25日）で、プライスの軍隊は実効的な部隊としては事実上形をなさなくなった。9月に襲撃を始めたときの半数以上を失い、ほうほうの体でアーカンソー州に戻った。

## ダビドソン州立歴史史跡

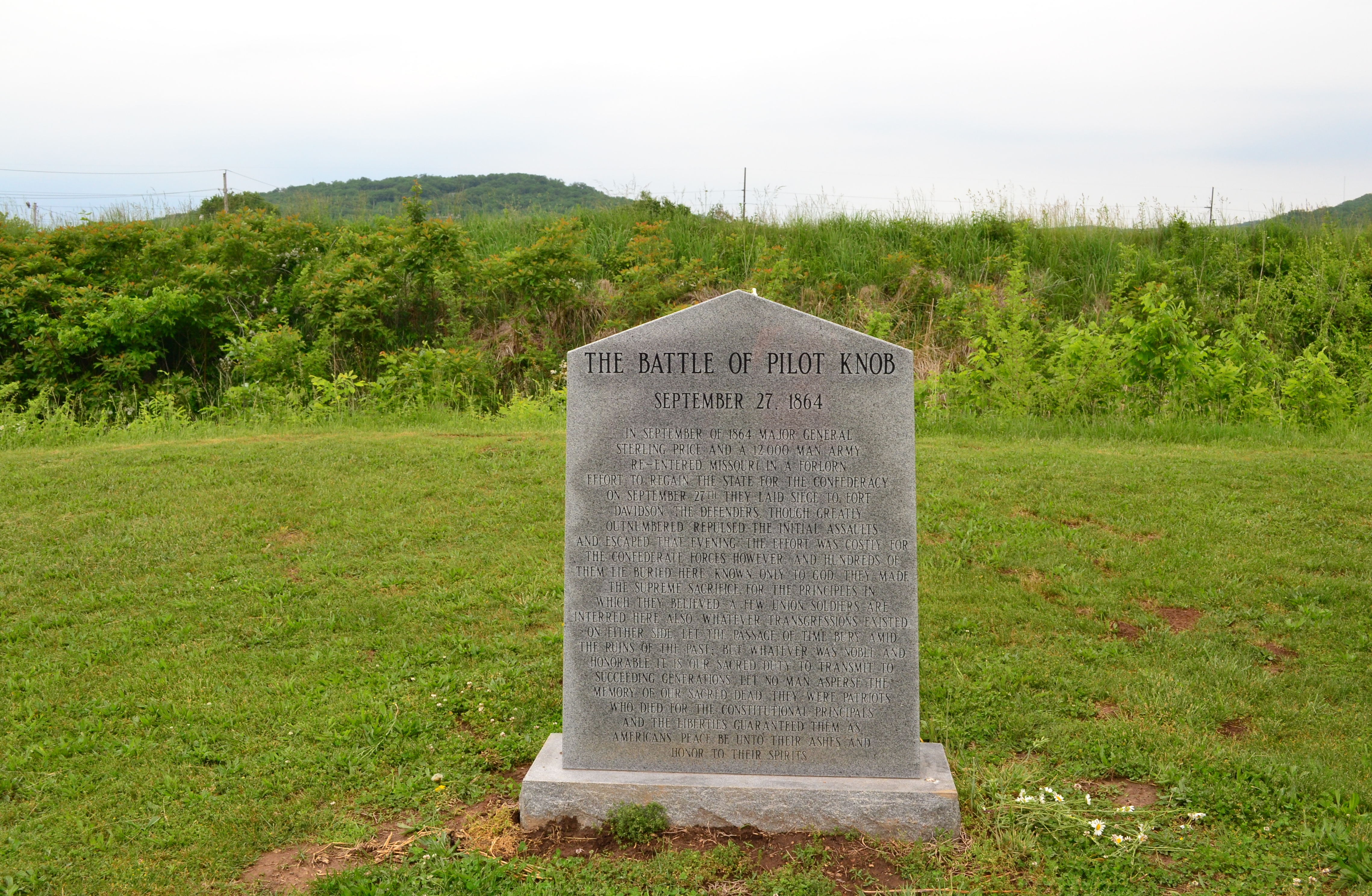
砦の土盛りに立つ御影石の記念碑

今日、戦場跡と博物館が「ダビドソン砦州立歴史史跡」としてミズーリ州立公園体系によって運営されている。砦の土盛りは現在も全体的に残っており、火薬庫の爆発で生じた大きな穴を囲んでいる。南軍は戦場を維持したので、戦死者を弔う責任があった。大量墓地の場所として射撃壕の1つが選ばれた。南軍の損失の正確な数字は不明だが、公演の歴史家は約1,000名だったと推計している。北軍が200名の損失を出し、そのうち28名が戦死だったことと対照的だった。この大量墓地は現在御影石の記念碑で示されている。この場所はアメリカ合衆国国家歴史登録財に指定されている。